# Quincey (Haute-Saône)
Quincey é uma comuna francesa na região administrativa de Borgonha-Franco-Condado, no departamento de Alto Sona. Estende-se por uma área de 12,63 km². Em 2010 a comuna tinha 1 440 habitantes (densidade: 114 hab./km²).